# Mathews Kadavil
Mathews (Mathai) Pachomius Kadavil OIC (ur. 21 grudnia 1963 w Kannathunadu) – indyjski duchowny syromalankarski, biskup Khadki od 2024.

## Życiorys
Święcenia kapłańskie przyjął 9 października 1989 w Zakonie Naśladowania Chrystusa. Był m.in. koordynatorem duszpasterstwa młodzieży Kościoła syromalankarskiego, radnym i przełożonym prowincjalnym, a także wykładowcą seminarium w Trivandrum. W 2021 wybrany przełożonym generalnym zakonu.
12 grudnia 2023 papież Franciszek zatwierdził jego wybór na eparchę diecezji św. Efrema w Khadki.
15 lutego 2024 na Świętej Górze Ivanios na terenie Seminarium Nirmal Hridaya w Khopoli otrzymał święcenia biskupie. Udzielił mu ich kardynał Baselios Cleemis Thottunkal, arcybiskup większy  Trivandrum. 